# 沟通
溝通（英語：communication，直译：「分享、與建立關係」）是“對自我與他人、私人與公共以及內在思想和外部世界之間分歧的明顯答案”。正如這個定義所表明的，溝通很難以一致的方式定義，因為它通常用於指代範圍廣泛的不同行為（廣義上指“訊息的傳遞”），或者限制可以包含在通信類別中的內容（例如，需要“有意識的意圖”以進行說服）。約翰·彼得斯（John Peters）認為，定義溝通的困難源於這樣一個事實，即溝通既是一種普遍現象（因為每個人都進行溝通），又是一門特定的機構學術研究學科。
交流的一種可能定義是透過使用充分相互理解的符號、符號和符號的約定，在實體或群體之間發展意義的行為。
在克勞德·香農 (Claude Shannon) 和沃倫·韋弗 (Warren Weaver) 提出的模型中，人們想像人類交流的功能類似於電話或電報。因此，他們將交流概念化為涉及各自獨立的步驟：
- 交流動機或理由的形成。
- 消息組合（關於究竟要表達什麼的進一步內部或技術詳細說明）
- 消息編碼（例如，轉換為數字數據、書面文本、語音、圖片、手勢等）
- 使用特定通道或介質將編碼消息作為信號序列進行傳輸
- 諸如自然力之類的噪聲源以及在某些情況下的人類活動（有意和無意）開始影響從發送器傳播到一個或多個接收器的信號質量
- 接收信號並從接收到的信號序列中重新組合編碼消息
- 對重組的編碼消息進行解碼
- 解釋和理解假定的原始信息（及其原始含義）

這些元素現在被理解為基本上是重疊和遞歸的活動，而不是一個序列中的步驟。例如，溝通行動可以在參與者有意識地嘗試這樣做之前就開始，就像客套話的情況一樣；同樣，傳播者會根據實時反饋（如面部表情的變化）修改他們的意圖和訊息表達方式。解碼和解釋的實踐是在文化上製定的，而不僅僅是由個人制定的（例如，流派慣例會觸發對如何接收消息的預期期望），並且任何消息的接收者都會在解釋中操作他們自己的參考框架。
對傳播的科學研究可以分為：
- 信息論，一般研究資訊的量化、存儲和交流
- 涉及人類溝通的傳播研究
- 生物符號學（英語：Biosemiotics），研究一般生物體內部和個體間的溝通
- 生物溝通（英語：Biocommunication），它舉例說明了包括病毒在內的所有生命領域的生物體內部和之間的符號介導的相互作用

溝通渠道可以是視覺、聽覺、觸覺/體感（例如盲文或其他物理方式）、嗅覺、電磁或生物化學。人類溝通的獨特之處在於其廣泛使用抽象語言。
7大溝通媒體包括：圖像﹑文字(再細分為文章段落﹑標題﹑字詞) 影像﹑音訊﹑檔案﹑連結﹑數據庫
溝通方式一般來說可分為語言溝通(verbal communication)以及非語言溝通(nonverbal communication)，語言溝通是以文字傳達，包括說話或書寫，約占溝通形式的35%，語言溝通能力與個人的認知發展、思考邏輯以及生理構造是否健全有關;非語言溝通是指為只用文字下進行訊息交換，包括臉部表情、手勢、姿態、音韻（說話的音調、節奏、音質）、衣著外觀、彼此的空間距離、相對位置、觸摸或環境因素，有學者認為臉部表情（橫紋肌）、自律神經對身體的調節（平滑肌）、和情緒的主觀感覺這三者關係密切，且更主張所有人類的基本情緒是普遍相同的，包括快樂、悲傷、恐懼、憤怒、驚訝、和厭惡。

## 非語言溝通
非言语交际或稱為非語言溝通，是指用言語文字以外的方式傳遞資訊的過程。例子包括觸覺交流、時間行為溝通、手势、肢体语言、面部表情、 目光交會等。非語言溝通也和信息的意圖有關，意圖的例子有自願的，刻意的動作，例如握手或眨眼，也包括無意識的動作，例如流汗。演說中也包括一些非語言的成份，稱為副語言學，例如等时性、語調、速度及輕重讀。非語言溝通多半是在潛意識的層面影響溝通，並且和信任的建立有關。書面文字中也會有非語言的元素，例如手寫方式，字在空間中的排列方式，或是用颜文字或圖案來表達情感。.
非語言溝通示範了保罗·瓦兹拉威克定律中的一項：你不可能不溝通。只要接近到一定程度，使對方察覺，生物就會開始解讀所有收到的資訊。人類非語言溝通的功能包括了補充及說明、強化及強調、取代及替換、控制及調節，也有可能非語言溝通的訊息和語言的訊息恰好相反。
非語言的線索主要是靠溝通的表達，以及如何解讀其他人的溝通，也可能代替言語的訊息。不過非語言溝通是比較模棱兩可的，若語言溝通和非語言溝通內容不一致時，可以用觀察非語言行為來確定對方的態度及感受，而不是直接假設語言溝通內容正確。

## 語言溝通
語言溝通是指用口說或是文字來傳達訊息。人類的語言可以定義為由符号（語言學中稱為词位）及语法（定義各詞位之間的關係）組成的系統。语言习得一般主要是在兒童期時出現。大部份的人類語言會使用声音或是手势的組合來表示词位，以便於和其他人溝通。語言多半有些共通的特質，不過也有例外。在一種語言中，可能存在在特定地區使用，和其他語言有部份差異的方言。人工語言（例如世界语）、编程语言不一定會有人類語言中會有的一些共用性質。
語言有其符號式的特質。Charles Ogden和I.A Richards發展了语义三角（Triangle of Meaning）模型，來解釋符號（字和字之間的關係）、指稱對象（描述的事物）以及意義（有關字和其事物之間的概念）之間的關係。
語言的性質會受到一些規則的支配。在語言中的規則有語音規則（語言中會使用哪些聲音）、句法規則（詞的拼字以及詞在句子中的順序）、語義規則（單詞的含義）及語用規則（配合上下文得到的含義）。
單字中的含義可能是字面的，或稱為外延意義（denotative），是和討論主題有關的，也有可能其含義需要考慮上下文以及溝通者之間的關係，稱為是內涵意義（connotative），和溝通者的感受、歷史以及其彼此的權力動態有關。
世界上的手語（例如美國手語）雖然是以肢體表達，看似和肢體語言類似。可是其中有詞彙、文法以及其他語言中必要的特徵，也屬於語言溝通。手語中也有非語言的成份，例如速度、強度，以及其動作的大小。例如表示「是」的手語可以用在回答問題，也可以用一個誇飾、動作很大又很慢的「是」，其非語言的意義完全不同。「是」的手語是語言訊息，而其他部份就是非語言的訊息。

## 書面溝通以及其歷史的演進
隨著時代的進展，溝通的形式以及其概念也隨著科技的進步而一直演進。其中的進展包括溝通心理學以及媒體心理學，都是新興的研究領域。
書面溝通（written communication）的進展可以分為三個時期的「資訊溝通的革命」：
1. 書面溝通一開始是透過刻在石頭上的象形符号進行，因此不方便攜帶。象形符号的發展後來也開始標準化及簡化。
2. 第二個階段時是在纸、蒲草紙、黏土、蠟以及其他的媒介上，也有通用的書寫系統（例如字母系統），此時的溝通媒介是可以攜帶的。
3. 第三個階段的特徵是由電子信號來傳遞資訊，可能是無線的電磁波（例如廣播、微波、紅外線，或是傳過導線傳輸的電子信號。

因此溝通變成一種過程，透過此過程來分配及傳達概念，希望可以建立共同的理解。。這個過程需要大量的人際關係人際交往、聆聽、觀察、談話、提問、分析、動作等能力，並且需要有能力評估是否可以彼此合作。

## 商務
商務溝通應用在許多不同的商業活動中，包括（但不限於）、策略性溝通規劃、媒體關係、公共关系（可能包括社交媒體、廣播電視、文字媒體等）、品牌管理、聲譽管理、演說寫作、客戶關係、內部/員工溝通等。
若是資源有限的公司，可能會選擇其中的幾項進行，較大型的公司則會應用到各領域的溝通管道。因為各種溝通管道需要的技能不同，不太可能發展全方位的溝通技能，溝通領域的專業人士對於各溝通領域可能至少會有工作需要的基本知識，而其中會有一個或二個專精的領域。不過，對於商務溝通的專業人士，最重要的是優良的寫作技巧、好的人際互動能力、以及批評式思考及策略性思考的能力。

## 政治
溝通是在政治戰略中最重要的工具之一，其中也包括了勸說及政治宣傳。在大眾媒體研究以及線上媒體研究中，策略師的作用是進行精確的解碼，避免受眾拒絕此訊息。受眾的反應也和訊息的形式有關：
- 在「激進式解讀」（radical reading）中，受眾拒絕文本製作者加入的意義，價值觀以及觀點。其效果是：拒絕訊息。
- 在「宰制式解讀」（dominant reading）中，受眾接受文本製作者加入的意義，價值觀以及觀點。其效果是：接受訊息。
- 在「從屬式解讀」（subordinate reading）中，受眾大幅接受文本製作者加入的意義，價值觀以及觀點。其效果是：聽從訊息。[28]

現代政治傳播的領域大幅的受到「資訊作戰」學說的框架及實務的影響，而資訊作戰學說是源自戰略及軍事研究而來的。依此觀點，真正重要是的是對資訊環境採取行動的概念。資訊環境（information environment）是收集、處理、解讀資訊並且進行行動的個人、組織、系統的集合體。環境包括了三個互相關聯的維度，持續的和個人、組織及系統之間運作，這三個維度是實體（physical）、資訊（informational）及認知（cognitive）。

## 家庭
家庭溝通是研究家庭成員之間的溝通議題。家庭溝通研究的主要目的是瞭解家庭成員中的互動，以及在不同情形下的行為模式。開放及誠實的溝通可以讓家庭成員表現彼此之間的差異，又可以維持彼此之間的愛及欣賞。也有助於瞭解彼此之間的感受。
家庭溝通會探討一些主題，例如家庭規則、家庭角色、對話方式，以及這些對成員之間溝通的影響。研究者會建立理論，來瞭解一些溝通的行為。家庭溝通也會探討在一些特定的家庭情境下（如結婚、成為父母或是離婚）下的家庭情形，以及當時的溝通狀況。

## 人際溝通
簡單來說，人際溝通就是一個人和其他人（可能是一個到多個）之間的溝通，多半是指二個人或多個人面對面的溝通。在溝通的情形下，語言溝通及非語言溝通（包括肢體語言）都有助於彼此的瞭解。在語言層面的人際溝通上，有兩種不同的訊息，內容訊息以及關係訊息。內容訊息和要討論的主題有關，而關係訊息是和彼此的關係有關。關係訊息是和這個人向對方講話的方式，以及如何表達其（正面或負面的）感受有關，感受不一定是指對討論主題的感受，而是對彼此之間關係的感受。

## 溝通的障礙
溝通障礙會阻礙訊息的傳遞，或是扭曲訊息的內容。可能會造成溝通無法進行，或是造成非預期的結果。溝通障礙包括過濾資訊、選擇性知覺、資訊超載、情緒、語言、沈默、溝通焦慮、性別差異及政治正確等。
溝通障礙包括了沒有用「恰當知識」表達的溝通，例如使用模稜兩可的詞語，或是使用複雜法律用語、醫學術語，或是敘述的的環境或情境是聽者所無法理解的。
- 實體障礙：實體障礙常常是因為環境的特性所造成，若一個公司的員工在不同的大樓工作，或是工作地點不同，就會有自然產生的障礙。另外，設備老舊或不良（特別是管理上的失效，沒有導入新的技術）也會造成問題。員工不足也常常是組織內造成溝通困難的原因之一。
- 系統設計：系統設計失敗是指問題是出現在組織中的系統及結構問題，像是不明確的組織架構 ，造成員工會聯絡其他部門時，不知要向誰聯繫。另一個例子是沒有效率或是不適當的資訊系統，沒有監督及訓練，各成員的角色及責任也不明確，因此員工不知他應該完成的工作內容。
- 態度障礙：態度障礙是指因為成員本身造成的溝通問題。這可能會因為一些原因而造成，例如管理不當、沒有和員工的諮商討論、會讓人避免溝通或是延遲溝通的個人衝突、員工個人態度問題（可能是缺乏動機或是對工作的不滿、缺乏足夠訓練，無法勝任特定工作，或是根深蒂固抗拒改變的思想及態度）。
- 字或是詞語的模稜兩可：有些字可能有幾種不同的含意，因此溝通者需確認接收者接收到的內容是否和所要表達的相同。若是可能，儘量用其他詞語代替模稜兩可的詞語詞語。
- 個人的語言能力：溝通時使用行話或是不適當的詞言可能會讓接收者無法瞭解訊息。沒有清楚說明或是被誤解的訊息可能會讓人困惑。不過有關溝通的研究中發現，若说服失败，常會以此為正當化的理由[33][34]。
- 生理障礙：可能是因為個人身體的不適引起，例如健康情形不佳，視力不良或是聽力問題。
- 技術性的多工及資訊吸收：過去數十年來的溝通是由科技所驅動的，而且有快速的進展，人們面對的溝通訊息越來越頻繁，可能是透過電子郵件、文字或是社交訊息更新來進行。因此在年輕世代的溝通有明顯的變化，他們會以他們認知有效率的方式溝通，與人互動。手機及網路可以視為是持續存在的另一個「世界」，人們在生理上及認知上都持續的在多工狀態中，持續的接收到發生了一些事的訊息。這個變化是近期才發生的，還看不出長期的影響，像Sherry Turkle等人正在進行相關的研究[35]。
- 怕被批評：這是一些不願意進行良好溝通的主要原因，不過可以透過提昇溝通技巧來改善。
- 性別差異：無論溝通者本身是否有意識到，在溝通時其實都有一定的模式。這在不同的性別之間格外的明顯。例如，女性往往更擅長於處理衝突，相較於女性，男性往往比較容易迴避衝突[36]。這種分析及比較不但可以看出在兩性之間的溝通有許多不同的因素，也有可改善的空間，也有助於建立整體性的準則。